# Buellia ectolechioides
Buellia ectolechioides är en lavart som först beskrevs av Edvard Vainio och som fick sitt nu gällande namn av Christian Friedo Eckhard Erichsen. 
Buellia ectolechioides ingår i släktet Buellia och familjen Physciaceae. Arten är reproducerande i Sverige.